# 怪味

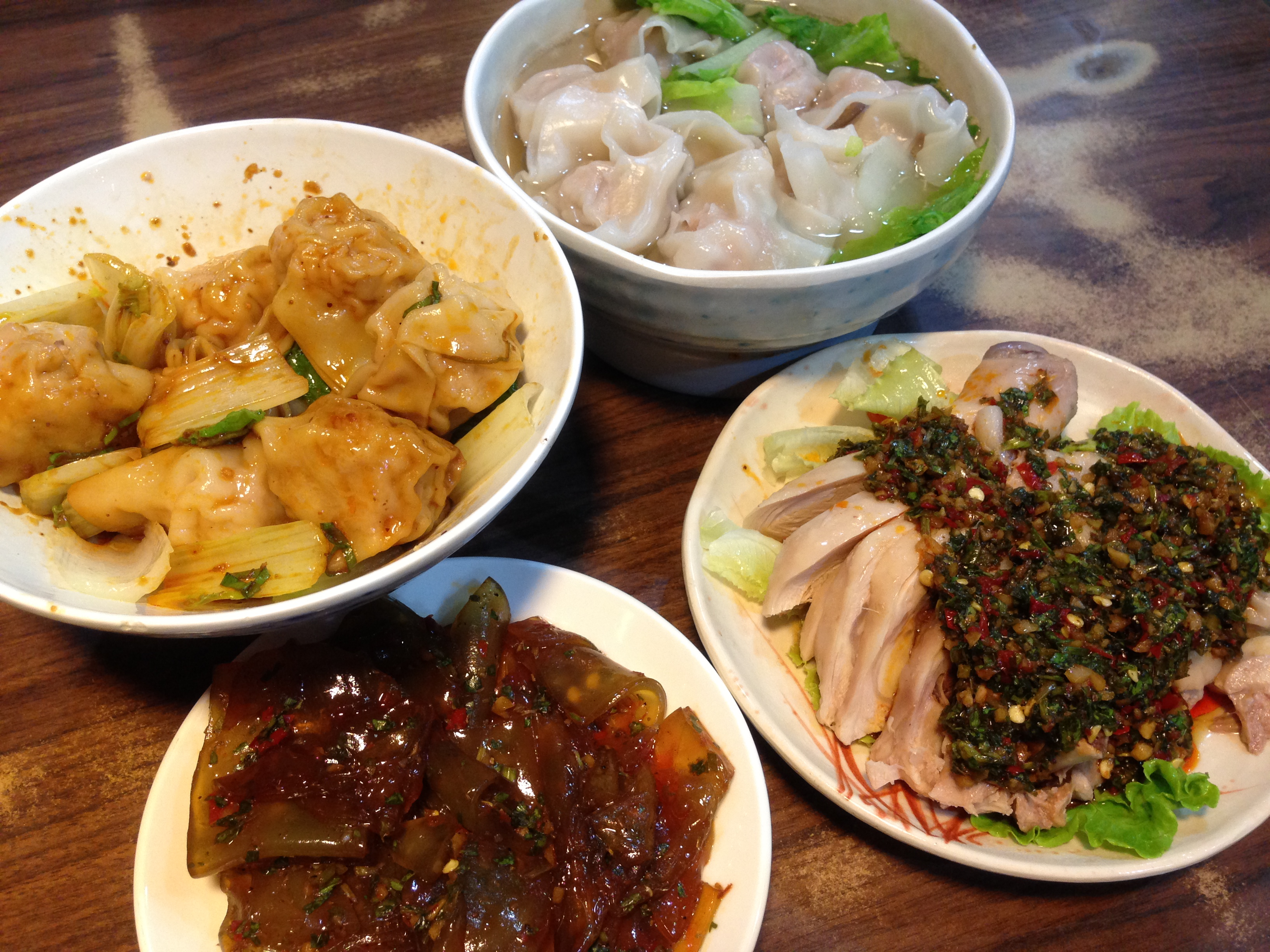
一桌川菜，右前方為怪味雞。

怪味是川菜的一種調味方式，因為同時結合了酸、鹹、甜、麻、辣、鮮、香，所以稱為怪味。

## 調製
主要混合了芝麻醬、醋、醬油、花椒、辣椒或辣油、糖、鹽，有時還加入葱、薑、蒜、香菜、香油、味精、五香粉、花生等其他材料。比例沒有固定，依個人偏好，但通常要求平衡各種味道，要都能吃得出來。

## 使用
因為芝麻醬不適合加熱，一般多做成冷盤，如怪味涼麵、怪味豆、怪味雞，直接淋在處理好的食材上即成，也可以再放些香料後潑上熱油。除了用在冷盤，也可以當成熱菜的蘸醬。